# Scatola nera

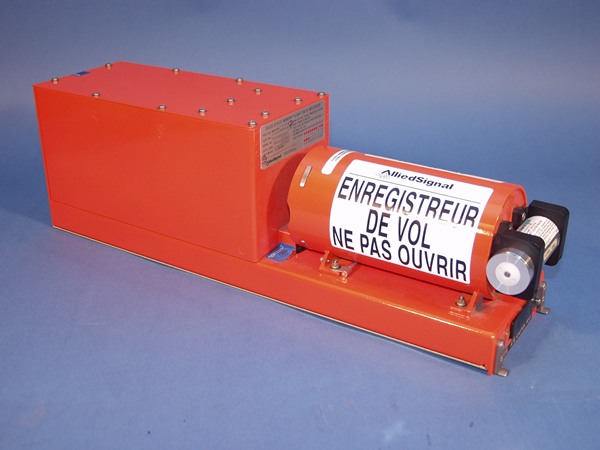
Un flight data recorder: una delle "scatole nere" a bordo di un aeromobile, utile per individuare le cause di un incidente

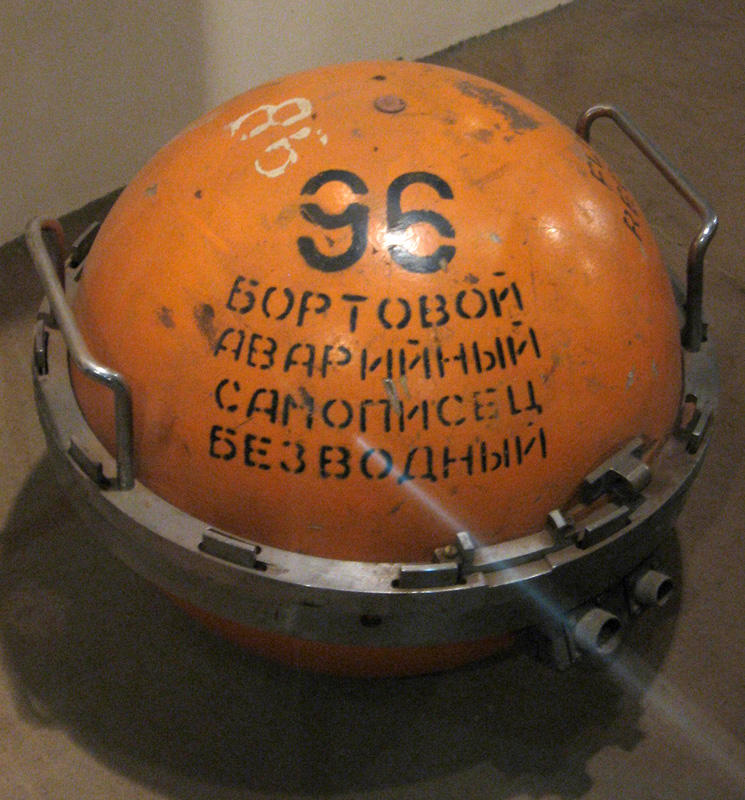
Registratore di volo di produzione russa MSRP-12-96 utilizzato nel Tupolev Tu-22M.

Una scatola nera è un dispositivo elettronico di registrazione dei dati installati in un aeromobile o una imbarcazione con lo scopo di facilitare le indagini dopo un incidente.

## Caratteristiche
Il termine "scatola nera" deriva dall'inglese black box il cui etimo è incerto: le prime scatole nere erano di colore nero oppure il nero era il colore che assumevano in caso di incendio. In realtà, le cosiddette "scatole nere" sono di colore arancione con bande catarifrangenti per poter essere facilmente rintracciate e identificate in caso di incidente.
Questi apparati sono generalmente progettati per resistere alle condizioni che si possono creare in un incidente grave, preservando le registrazioni. Nel caso dei registratori di dati per l'aviazione, viene richiesto ai dispositivi di resistere a impatti di 3 400 g e temperature di oltre 1 000°C (come indicato nella norma EUROCAE ED-112). Sugli aeromobili esistono solitamente due tipi di registratori dei dati di volo utili per le indagini dopo un incidente: il flight data recorder (FDR), che registra i dati provenienti da vari sensori e il cockpit voice recorder (CVR), che registra i suoni percepiti da microfoni posti nella cabina di pilotaggio.
In alcuni aeromobili, in configurazione elettrica di emergenza come nel caso di spegnimento di tutti i motori (quando intervengono batterie e - anche singolarmente - APU e RAT), le funzioni di registrazione di CVR e FDR possono essere disabilitate insieme ad altri dispositivi dell'aeromobile, ciò in favore dell'alimentazione elettrica ai dispositivi indispensabili a manovrare e gestire il volo inerziale, permettendo ad esempio di effettuare un atterraggio di emergenza planando come un aliante; questo infatti è quanto accaduto al Volo Air Transat 236.

## Utilizzo
A bordo degli aeromobili adibiti al trasporto dei passeggeri e superiori a determinate dimensioni è richiesto che siano presenti due distinti registratori di dati e con le seguenti caratteristiche:
- il registratore dei dati di volo (flight data recorder o FDR), registra i parametri di volo di natura numerica relativi alle ultime 25 ore di funzionamento, sovrascrivendo quelli precedentemente registrati. Il numero di parametri registrati può variare tra i 50 e i 200. Tra i parametri generalmente registrati vi sono velocità, quota, prua, posizione dell'aereo, accelerazioni, posizione dei comandi, posizione delle superfici mobili, parametri motore. L'FDR è generalmente collocato nella parte posteriore della fusoliera dove risulta più protetto in caso di impatto dell'aeromobile col suolo.
- il fonoregistratore in cabina di pilotaggio (cockpit voice recorder o CVR), registra i suoni presenti in cabina di pilotaggio memorizzando un periodo di tempo che può variare dall'ultima mezz'ora alle ultime due ore, sovrascrivendo a ciclo continuo con la registrazione in corso, quanto precedentemente registrato. I microfoni posti nella cabina di pilotaggio captano le comunicazioni tra i piloti, con i controllori del traffico aereo, con altro personale presente e tutti i rumori ambientali, tra cui quelli che nelle indagini possono rivelarsi preziosi per comprendere le dinamiche degli impatti. Il CVR è generalmente collocato nella parte anteriore della fusoliera, anche se nei velivoli di recente costruzione (come il Boeing 777) è collocato anch'esso a poppa.

Esistono altri tipi di registratori in grado di resistere alle condizioni estreme dopo gli incidenti tra cui registratori di immagini riprese nel cockpit, ma la diffusione di questi dispositivi è piuttosto limitata.
Per il recupero in mare le scatole nere sono equipaggiate di apposito radiofaro (underwater locator beacon) che tramite la batteria interna emette segnali ad ultrasuoni fino a 30 giorni; inoltre possono operare immerse fino a 6 000 m di profondità.